# Fudzsinomija
Fudzsinomija (japánul: 富士宮市) város Japánban, Csúbu régió Sizuoka prefektúrájában. Lakosainak száma 127 252 fő (2021. március 1.).

## Népesség
A település népességének változása:
| Lakosok száma | 132 001 | 130 770 | 127 252 |
|               | 2010    | 2015    | 2021    |

## Gazdaság
Fudzsinomija egy ipari központ Sizuoka prefektúrán belül, hagyományosan nagy hangsúlyt fektetve a papíriparra. Egyéb feldolgozóipar a városban a forgó berendezések, vegyszerek és gyógyszerek gyártása.

## Fordítás
- Ez a szócikk részben vagy egészben  a   Fujinomiya, Shizuoka című angol Wikipédia-szócikk fordításán alapul.  Az eredeti cikk szerkesztőit annak laptörténete sorolja fel. Ez a jelzés csupán a megfogalmazás eredetét és a szerzői jogokat jelzi, nem szolgál a cikkben szereplő információk forrásmegjelöléseként.